# Marlborough - La vita e i tempi del «duca di ferro»
Marlborough - La vita e i tempi del «duca di ferro» (Marlborough: His Life and Times) è una biografia panegirica scritta da Winston Churchill su John Churchill, I duca di Marlborough. Churchill era un discendente del duca stesso.
Il libro comprende quattro volumi, il primo dei quali venne pubblicato nell'ottobre del 1933 (557 pagine, 200.000 parole) con successivi volumi pubblicati nel 1934, 1936 e nel 1938. L'editore fu George G. Harrup, che nel 1929 offrì 10.000 sterline per ottenere l'esclusiva della pubblicazione, superando così l'abituale editore di Churchill, Thornton Butterworth. L'editore americano Scribner's pagò 5000 sterline per l'esclusiva negli Stati Uniti. Il primo volume venne venduto in 17.000 copie alla prima stampa, 15.000 per il secondo volume, 10.000 per il terzo e il quarto, cifre rispettabili ma non eccezionali per un tale lavoro.
Churchill aveva concepito l'idea di questo libro sin dal 1929, quando la sconfitta dei conservatori alle elezioni generali aveva messo in serie difficoltà anche la sua persona che ora si trovava con molto tempo libero e senza più uno stipendio ministeriale. Il suo primo atto nella preparazione del libro fu quello di impiegate lo storico Maurice Ashley in un lavoro part-time con 300 sterline annue per condurre delle ricerche sulla figura del duca di Marlborough. Ashley pubblicò poi una propria biografia su Marlborough nel 1939. Churchill, coadiuvato da altri assistenti, lavorò su un gran numero di altri documenti e libri già pubblicati. Churchill si dedicò seriamente alla scrittura del libro dalla Pasqua del 1932, su pressioni del suo editore. La sua bozza iniziale venne corretta da Edward Marsh che già era stato suo segretario privato quando svolgeva l'attività di ministro, con istruzioni particolari di evitare ripetizioni, passaggi noiosi o frasi mal costruite. Ne ricavo 300 note che sottopose a Churchill per chiarimenti o informazioni.
Nella prefazione al primo volume, Churchill scrisse "E' mia intenzione richiamare i grandi fasti del passato, non solo per investirlo con questa panoplia, ma anche per farlo rivivere e renderlo più famigliare agli occhi dei moderni."
Churchill rimase scettico sul fatto che Marlborough fosse divenuto a 17 o 18 anni l'amante dell'amante segreta del re ma rimase più propenso a vedere questa unione segreta ai 20 anni. Nel 1675, ad ogni modo, Marlborough incontrò la quindicenne Sarah Jennings, la sposò e visse con lei per tutto il resto della sua vita. I due avevano uno status sociale compatibile, il che significò che tale unione non fu mai un fatto di soldi. Churchill vedeva in questo delle similitudini con la sua persona.

## Revisione critica
Una revisione critica del libro venne fatta da Roy Jenkins nella sua biografia di Churchill. Egli descrisse i libro come una "rivelazione", almeno per qualcuno "già ferrato nella storia del tardo periodo Stuart" come lui. Le sue critiche si incentrarono sul primo capitolo che a suo avviso appariva come una mera descrizione degli antenati del duca di Marlborough, assieme ad una noiosa parte di descrizione sulla Restaurazione inglese e sull'Europa in generale all'epoca di Carlo II. Churchill era intenzionato a tutti i costi a rimpiazzare l'impressione che di Marlborough 
aveva dato un secolo prima Thomas Babington Macaulay nella sua "Storia" di quel periodo. Macaulay aveva pesantemente criticato il cambio di bandiera operato da Marlborough da Carlo II a Guglielmo d'Orange e poi i suoi contatti con l'esiliato Giacomo II. Jenkins annotò del resto che una simile tendenza critica da parte di Churchill nei confronti di Luigi XIV.
Il filosofo politico americano Leo Strauss rimase particolarmente impressionato dall'opera, riportando nel 1965 dopo aver saputo della morte di Churchill: "Un uomo non meno importante dei suoi scritti e dei suoi discorsi, soprattutto il suo lavoro su Marlborough, la più grande opera storiografica scritta nel nostro secolo, un'inesauribile miniera di saggezza politica che dovrebbe leggere ogni studente di scienze politiche."